# Ždrijelovići
Ždrijelovići (en serbe cyrillique : Ждријеловићи) est un village de Bosnie-Herzégovine. Il est situé sur le territoire de la ville de Trebinje et dans la république serbe de Bosnie. Selon les premiers résultats du recensement bosnien de 2013, il ne compte plus aucun habitant.

## Géographie
Le village est entouré par les localités suivantes :
|   | Domaševo     |                         |
| ? | Ždrijelovići | Šćenica Ljubomir Ugarci |
|   | Ugarci       |                         |

## Histoire
Sur le territoire du village, un moulin est inscrit sur la liste provisoire des monuments nationaux de Bosnie-Herzégovine.

## Démographie

### Évolution historique de la population dans la localité
| 1948 | 1953 | 1961 | 1971 | 1981 | 1991 | 2013 |
| ---- | ---- | ---- | ---- | ---- | ---- | ---- |
| -    | -    | 157  | 132  | 127  | 61   | 0    |

|  |

### Répartition de la population par nationalités (1991)
En 1991, les 61 habitants du village étaient tous serbes.